# Litchfield (Minnesota)
Litchfield is een plaats (city) in de Amerikaanse staat Minnesota, en valt bestuurlijk gezien onder Meeker County.

## Demografie
Bij de volkstelling in 2000 werd het aantal inwoners vastgesteld op 6562.
In 2006 is het aantal inwoners door het United States Census Bureau geschat op 6645, een stijging van 83 (1.3%). In 2010 zijn er 6.726 inwoners.

## Geografie
Volgens het United States Census Bureau beslaat de plaats een oppervlakte van
12,1 km², waarvan 9,7 km² land en 2,4 km² water.

## Plaatsen in de nabije omgeving
De onderstaande figuur toont nabijgelegen plaatsen in een straal van 20 km rond Litchfield.

## Geboren in Litchfield
- Gale Sondergaard (1899-1985), actrice